# 山城町相川
山城町相川（やましろちょうあいかわ）は、徳島県三好市の町名。郵便番号は779-5307。

## 地理
北は池田町馬路・池田町白地、西は山城町柴川、東は山城町大和川、南は山城町寺野及び銅山川を挟んで山城町黒川にそれぞれ接する。
地内東部の三好市山城総合グラウンド付近から相川が南流し、南端で銅山川と合流する。

### 河川
- 銅山川
- 相川

## 歴史
- 2006年（平成18年）3月1日 - 三好郡山城町が三野町・池田町・井川町・東祖谷山村・西祖谷山村と合併して三好市が発足し、現在の町名となる。

### 人口と世帯数
2021年（令和3年）2月28日現在の世帯数と人口は以下の通りである。
| 町丁       | 世帯数 | 人口 |
| ---------- | ------ | ---- |
| 山城町相川 | 43世帯 | 79人 |

## 小・中学校の学区
市立小・中学校に通う場合、学区は以下の通りとなる。
| 番地 | 小学校             | 中学校             |
| ---- | ------------------ | ------------------ |
| 全域 | 三好市立山城小学校 | 三好市立山城中学校 |

## 施設

### 公共施設
- 三好市山城総合グラウンド
- レオマ高原ゴルフ倶楽部 - 市内唯一のゴルフ場。

### 社寺
- 賢見神社奥社
- 杖立神社
- 妙見神社
- 高良神社

## 交通

### 鉄道
- 最寄駅はJR土讃線の阿波川口駅もしくは祖谷口駅。